# 일곱빛깔★드롭스
《일곱빛깔★드롭스》(ななついろ★ドロップス 나나쓰이로 도롯푸스[*])는 일본의 성인 게임 제작사 유니슨소프트에서 제작한 13번째 게임이자, 2007년 7월 2일부터 9월 17일까지 방영된 애니메이션이다.

## 줄거리
《세상에서 가장 별에 가까운 마을》이라 불리는 마이가타 시에 있는 별의 언덕. 그 언덕에 세워져 있는 세이죠 학원에 다니는 츠와부키 마사하루는 남들을 대하는 것이 조금 서툴지만, 어디에나 있는 평범한 남학생이다. 5월의 어느 날, 복도에서 부딪힌 수상한 청년에게서 건내받은 마신 음료수에 의해 양인형이 되고 말았다. 원래대로 돌아기 위해서는 신비한 지팡이에 선택된 여자아이와 함께 별의 물방울을 모으는 것. 하지만, 정체를 들켜버리면, 영영 돌아갈수 없게 된다. 낮에는 〈츠와부키 마사하루〉로서, 해가 저물면 양인형인 〈유키짱〉으로서 아키히메 스모모와 함께 별의 물방울을 모으게 된다.

## 등장인물
※성우명은 게임(PC판) / 게임(PS2판) / TV 애니메이션의 순서.덧붙여 〈-〉은 소리 없음을 나타낸다.

### 메인 캐릭터
츠와부키 마사하루(石蕗 正晴)
성우 : - / - / 노지마 히로후미(TV 애니메이션)
이야기의 주인공으로, 학교와 10분 정도의 거리에 있는 기숙사에서 살고 있는 조용한 성격의 소년이다. 말주변이 없어 반친구들과의 대화는 거의 없다. 어느날인가 나츠메에게 이끌려 원예부에 입부하고 말았다. 원예부 활동을 하고 한숨 돌리러 도중에 부딪힌 마츠다가 흘리고 간 변신을 위한 음료와 바뀌는 바람에 부작용으로 양인형이 되었다. 다행히 나츠메의 도움을 받아 정체를 들키지 않도록 하면서, 스모모와 함께 별을 모으기는 저녁의 시간을 보내게 된다.
유키(ユキちゃん)
성우 : 아구미 오토 / 고토 마이 / 고토 마이(게임, TV 애니메이션 동일)
츠와부키 마사하루가 인형이 됐을 때는 유키로 불린다. 아키히메 스스모가 이름을 묻자 자신의 실체가 들키면 안되기 때문에 츠와부키 마사하루는 자신의 이름이 없다고 대답하고 아키히메 스스모는 이를 불쌍히 여기며 유키짱이라고 이름을 지어준다. 이유는 하얗고 푹신푹신하기 때문
아키히메 스모모(秋姫 すもも)
성우 : 사모토 후우리 / 유이모토 미치루 / 유이모토 미치루(게임, TV 애니메이션 동일)
호시시로 2학년, 꽃을 돌보는 것을 좋아하여 나데시코와 함께 원예부에 소속하고 있다. 낯을 가리고 겁이 많지만, 상냥한 성격의 외동딸로 어머니는 단신 전근중에 있어, 아버지와 함께 둘이서 살고있는데, 그 탓에 외톨이가 되는 걸 싫어한다. 마사하루가 원예부에 들어온 날의 저녁, 갑자기 하늘에서 날아들어온 양인형이 된 마사하루에게 유키란 이름을 붙여주고 함께 별의 물방울을 모으게 된다.
야에노 나데시코(八重野 撫子)
성우 : 宗川梗 / 宗川梗 / 시미즈 카오리
호시시로 2학년, 스모모와는 친구이자 같은 원예부원으로, 정반대로 늠름한 성격이다. 약점이 좀처럼 엿보이지 타입으로 말수가 적어 차가운 인상을 띠고 있지만, 남이 곤란에 빠져있을 때, 놔두지 않고 도와주는 상냥한 면을 가지고 있다. 별의 언덕에 있는 나기나타 도장에 다니고 있다. 스모모가 두 번째 별의 물방울을 모아 병에 담고 있던 모습을 목격했으나, 스모모를 믿고 묵인해주고 있다. 본래는 나데시코의 기억을 지우지 않으면 안되나 특별한 마법을 통해서 이를 지우지 않고도 생활이 가능하게 되었다. 마사하루와는 같은 반에 속해있다.
유우키 노나(結城 ノナ) / 프리마 아스파라스(プリマ アスパラス)
성우 : 요시다 쿄코 / 요시다 쿄코 / 마츠오카 유키
세 번째 별의 물방울을 모으려고 하던 스모모의 앞에 나타난 스텔라 스피니어, 호시시로 학원에 같은 반으로서 전학을 왔다. 노력가. 시력이 맞지 않는 안경을 쓰고 다니는 탓에, 가까이 다가가지 않으면 얼굴을 알아보지 못한다. 전속 집사인 마츠다와 함께 살고 있다. 별의 목소리를 모을 때의 스모모에게 라이벌 의식을 갖고 있으며, 프리마 플럼이라 부르고 있다.
코이와이 플로라(小岩井 フローラ)
성우 : 모리야마 리나 / 쿠로카와 나미 / 쿠로카와 나미(게임, TV 애니메이션 동일)
마사하루의 1학년부터 같은 반친구. 집은 화풍의 카페 "라임라이트(らいむらいと)"를 경영하고 있다. (플레이스테이션 2 이식판에서 여주인공으로 승격되었다. 일반 PC판에서는 공략불가)
사츠키 유리시아(皐 ユリーシア)
성우 : 등장하지 않음 / 나루세 미아 / 등장하지 않음
스모모가 별의 물방울을 모을 때 입는 옷과 닮은 차림의 소녀로, 스모모와 프리마처럼 스텔라 스피니어이다. 화가 나면, 얼굴에 들어날 정도로 외향적이고 밝은 성격이다. 귀여운 것을 좋아하지만, 참고 있다. (플레이스테이션 2 이식판에서 새로운 여주인공로서 추가되었다)

### 서브 캐릭터
키사라기 나츠메(如月 ナツメ)
성우 : 스기사키 카즈야 / 타니야마 키쇼 / 타니야마 키쇼(게임, TV 애니메이션 동일)
호시시로 학원의 생물담당 교사이자 원예부의 고문인, 남에게 장난치는 것을 좋아하는 28살의 독신 청년. 양인형이 돼버린 마사하루가 원래의 모습으로 돌아오도록 여러 가지로 도움을 준다.
아서 마츠다(アーサー 松田) / 아서(アーサー)
성우 : 오키노 야스히로 / 타카하시 히로키 / 타카하시 히로키
노나의 충실한 집사. 마사하루가 양인형이 되어, 스모모와 함께 별의 물방울을 모으게 되는 원인을 간접적으로 제공한 사람이다. 프리마를 따라 별의 물방울을 모을 때에는 개의 모습을 한다.
후카미치 노부코(深道 信子)
성우 : 笠原准 / 쿠보타 메구미/ 쿠보타 메구미(게임, TV 애니메이션 동일)
1학년부터의 반친구, 불꽃놀이 가게를 경영하고 있다. 새로운 반의 구성에 익숙해지지 않고 있는 마사하루를 걱정하고 있다.
아마모리 야요이(雨森 弥生)
성우 : 아리스 / 아오키 사야카 / 아오키 사야카(게임, TV 애니메이션 동일)
1학년부터의 반친구, 집은 라면가게를 경영하고 있다. 언제나 능글맞은 분위기를 띠고 있다.
사쿠라바 케이스케(桜庭 圭介)
성우 : 코바야시 코스케 / 코바야시 코스케 / 히노 사토시
1학년부터의 반친구, 밝은 성격의 소유자로 반의 무드메이커이다. 노부코와 함께 마사하루를 걱정하고 있다.
아사미야 나츠키(麻宮 夏樹)
성우 : 노가미 나나 / 모토이 에미 / 모토이 에미(게임, TV 애니메이션 동일)
3남매 중 한 명. 마사하루와는 친구사이로 같은 기숙사에서 지내고 있다. 1학년 시절에 같은 반이었으나, 지금은 각자 다른 반이 되었다. 말이 거의 없고 차가운 인상을 가졌다.
아사미야 아키노(麻宮 秋乃)
성우 : 노가미 나나 / 모토이 에미 / 모토이 에미(게임, TV 애니메이션 동일)
3남매 중 한 명. 마사하루와는 같은 반친구이다. 나츠와 토우아를 좋아해서 언제나 같이 있는다. 얌전한 성격.
아사미야 토우아(麻宮 冬亜)
성우 : 노가미 나나 / 모토이 에미 / 모토이 에미(게임, TV 애니메이션 동일)
3남매 중 한 명으로, 나츠키와 같은 반에 있다. 학교에서도 기숙사에서도 이리저리 돌아다닌다.
아키히메 세이시로(秋姫 正史郎)
성우 : 무라사키바나 카오루 / 이노우에 카즈히코 / 이노우에 카즈히코(게임, TV 애니메이션 동일)
스모모의 아버지, 소설가로 항상 집에서 기모노를 입고서 일을 하고 있다. 전근으로 집에 없는 아내를 대신하여 가사를 모두 도맡아 하고 있다.
아키히메 카린(秋姫 カリン)
성우 : 아구미 오토 / 고토 마이 / 이토 미키

## 애니메이션
2007년 7월 2일부터 같은해 9월 17일까지 1쿨단위의 텔레비전 애니메이션으로서 방영되었다.

내용은 PC판의 아키히메 스모모 루트로 진행하며 스토리 진행 중 차이가 있긴 하지만 대략적으로는 차이가 없다.

애니에서는 일부 게임의 내용을 삭제하면서 상황상 어색한 부분이 다소 있다.

### 주제가

#### 여는 곡
〈Shining stars bless☆〉
노래: 우타츠키 카오리, 작사: KOTOKO·우타츠키 카오리, 작곡·편곡: 이나이 마이코

#### 닫는 곡
〈mo·o!〉
노래: Loverin Tamburin, 작사·작곡: aya, 편곡: Akhiro
〈사랑하는 플로라이트(コイスル★フローライト 코이스루 후로라이트[*])〉 (12화)
노래：Akira, 작사·작곡: 미나즈키 료

#### 삽입곡
〈내 곁에…(私のそばに… 아타시노 소바니[*])〉 (2화)
노래Loverin Tamburin, 작사·작곡: aya, 편곡: Akhiro

### 방영 목록
| 화수 | 부제 (원제/풀이)           | 부제 (원제/풀이)          | 방영일          |
| ---- | -------------------------- | ------------------------- | --------------- |
| 1    | 運命はなにいろ？           | 운명은 무슨 빛깔?         | 2007년 7월 2일  |
| 2    | あじさい色の記憶           | 수국 빛깔의 기억          | 2007년 7월 9일  |
| 3    | 金いろ願い星               | 금빛 바람의 별            | 2007년 7월 16일 |
| 4    | 夏色のプールサイド         | 여름 색의 수영장          | 2007년 7월 23일 |
| 5    | ときめき色の星空           | 두근두근 빛깔의 별하늘    | 2007년 7월 30일 |
| 6    | やさしさいろの夕焼け       | 상냥한 빛깔의 노을        | 2007년 8월 6일  |
| 7    | はちみつ色のとまどい       | 벌꿀빛깔의 망설임         | 2007년 8월 13일 |
| 8    | 幸せいろの翼               | 행복빛깔의 날개           | 2007년 8월 20일 |
| 9    | かなしみ色はサンドベージュ | 슬픔의 빛깔은 샌드 베이지 | 2007년 8월 27일 |
| 10   | ぎんいろの満月             | 은빛의 보름달             | 2007년 9월 3일  |
| 11   | なみだ色の決心             | 눈물빛깔의 결심           | 2007년 9월 10일 |
| 12   | 初恋はななついろ           | 첫사랑은 일곱빛깔         | 2007년 9월 17일 |

## 관련 상품
만화
- 전격G's 매거진 2006년 11월호부터 타카미 유키에 의해 연재중.

1. 2007년 4월 27일, 176쪽, ISBN 978-4-8402-3869-4

- 일곱빛깔★드롭스 pure!! - 전격 코믹 가오!에서 水島空彦에 의해 연재시작

소설
- 일곱빛깔★드롭스 (페미통 문고, 글: 이치가와 타마키(市川環), 삽화: 이토 노이치) - 2006년 6월 30일
- 일곱빛깔★드롭스 pure!!(전격문고, 글: 赤坂香夜, 삽화 이토 노이치·타카미 유키) - 2007년 9월 20일

서적
- 일곱빛깔★드롭스 ARTWORKS - 2006년 11월 30일

CD
- 일곱빛깔★사운드트랙스 - 2006년 7월 7일
- OP 테마곡 〈Shining stars bless☆〉 - 2007년 8월 1일
- ED 테마곡 〈mo・o！〉 - 2007년 8월 1일

DVD
1. 2007년 10월 24일
2. 2007년 11월 21일
3. 2007년 12월 21일
4. 2008년 1월 25일
5. 2008년 2월 22일
6. 2008년 3월 21일